# Azorín
José Augusto Trinidad Martínez Ruiz, mais conhecido por seu pseudônimo Azorín (Monóvar, Alicante, 8 de junho de 1873 – Madri, 2 de março de 1967), foi um jornalista, escritor, ensaísta, dramaturgo e crítico literário espanhol.